# A2 Basket League 2020-2021
L'A2 Basket League 2020-2021 è stata la 60ª edizione della seconda divisione greca di pallacanestro maschile. La 35ª edizione con il nome di A2.
A causa del peggioramento della pandemia di COVID-19 si è disputato solo il girone di andata della stagione regolare e non vi sono state retrocessioni.
Inoltre, per questo motivo, sia il Koroivos Amaliadas che l'Agriniou hanno deciso di non terminare il campionato e abbandonarlo  stagione in corso.

## Classifica finale
| #  | Teams                  | P  | V  | P  | PF   | PS   | Pt | Qualificate      |
| -- | ---------------------- | -- | -- | -- | ---- | ---- | -- | ---------------- |
| 1  | Olympiakos B           | 13 | 11 | 2  | 1064 | 882  | 24 | Poule promozione |
| 2  | Apollon Patrasso       | 13 | 11 | 2  | 1032 | 864  | 24 | Poule promozione |
| 3  | Panerithraikos         | 13 | 9  | 4  | 1034 | 941  | 22 | Poule promozione |
| 4  | Maroussi               | 13 | 9  | 4  | 1088 | 978  | 22 | Poule promozione |
| 5  | Eleftheroupoli Kavalas | 13 | 9  | 4  | 1034 | 972  | 22 | Poule promozione |
| 6  | Amyntas                | 13 | 9  | 4  | 932  | 919  | 22 | Poule promozione |
| 7  | Pagrati Atene          | 13 | 8  | 5  | 1051 | 986  | 21 | Poule promozione |
| 8  | Karditsas              | 13 | 7  | 6  | 999  | 946  | 20 | Poule promozione |
| 9  | Tritonas Sepolion      | 13 | 6  | 7  | 990  | 1026 | 19 |                  |
| 10 | Psychiko               | 13 | 5  | 8  | 1011 | 1014 | 18 |                  |
| 11 | Oiakas Napfliou        | 13 | 2  | 11 | 966  | 1123 | 15 |                  |
| 12 | Dafni Dafniou          | 13 | 2  | 11 | 862  | 1015 | 15 |                  |
| 13 | Filippos Verias        | 13 | 2  | 11 | 858  | 1080 | 15 |                  |
| 14 | Kavala                 | 13 | 1  | 12 | 866  | 1041 | 14 |                  |
| 15 | Koroivos Amaliadas     | 0  | 0  | 0  | 0    | 0    | 0  | Abbandoni        |
| 16 | Agriniou               | 0  | 0  | 0  | 0    | 0    | 0  | Abbandoni        |

## Poule promozione
| # | Teams                  | P  | V  | P  | PF   | PS   | Pt | Qualificate |
| - | ---------------------- | -- | -- | -- | ---- | ---- | -- | ----------- |
| 1 | Apollon Patrasso       | 20 | 16 | 4  | 1758 | 1577 | 36 | Promozione  |
| 2 | Olympiakos B           | 20 | 16 | 4  | 1818 | 1671 | 36 | Playoff     |
| 3 | Eleftheroupoli Kavalas | 20 | 14 | 6  | 1545 | 1524 | 34 | Playoff     |
| 4 | Maroussi               | 20 | 13 | 7  | 1614 | 1556 | 33 | Playoff     |
| 5 | Panerithraikos         | 20 | 12 | 9  | 1577 | 1571 | 31 | Playoff     |
| 6 | Pagrati Atene          | 20 | 10 | 10 | 1628 | 1473 | 30 |             |
| 7 | Amyntas                | 20 | 10 | 10 | 1573 | 1474 | 30 |             |
| 8 | Karditsas              | 20 | 10 | 10 | 1543 | 1562 | 30 |             |

## Play-off
|  | Semifinali | Semifinali             | Semifinali |          |    | Finale       | Finale | Finale |  |
|  |            |                        |            |          |    |              |        |        |  |
|  | 2          | Olympiakos B           | 80         |          |    |              |        |        |  |
|  | 2          | Olympiakos B           | 80         |          |    |              |        |        |  |
|  | 5          | Panerithraikos         | 55         |          |    |              |        |        |  |
|  | 5          | Panerithraikos         | 55         |          | 2  | Olympiakos B | 93     |        |  |
|  |            |                        |            |          | 2  | Olympiakos B | 93     |        |  |
|  |            |                        | 4          | Maroussi | 87 |              |        |        |  |
|  | 3          | Eleftheroupoli Kavalas | 4          | Maroussi | 87 | 102          |        |        |  |
|  | 3          | Eleftheroupoli Kavalas |            |          |    |              |        |        |  |
|  | 4          | Maroussi               | 106        |          |    |              |        |        |  |